# Maria Carmela Lanzetta
Maria Carmela Lanzetta (Mammola, 1 maart 1955) is een Italiaans politica. 
Tussen 2006 en 2013 was Lanzetta burgemeester van Monasterace, waar ze bekend stond als anti-maffia-burgemeester.
Van 22 februari 2014 tot 30 januari 2015 was zij minister van regionale zaken (ministro per gli affari regionali e le autonomie della Repubblica Italiana). 
Lanzetta studeerde medicijnen aan de Universiteit van Bologna.
- Gemeinsame Normdatei: 1036225585
- Virtual International Authority File: 304743630